# Доктор Сон (фільм)
Доктор Сон (англ. Doctor Sleep) — американський фільм жахів 2019 року. Знятий на основі однойменного роману Стівена Кінга, продовження фільму «Сяйво» 1980 року. Прем'єра фільму в Україні була 7 листопада 2019 року.

## Сюжет
Події фільму відбуваються через 40 років після подій з фільму «Сяйво». Денні виріс, став буйним алкоголіком, як його батько, але він усе ще трохи володіє екстрасенсорними здібностями, іноді може читати думки й бачити «відгомони» давніх та прийдешніх подій. Потрапивши у своїх блуканнях до маленького містечка в Новій Англії, Ден кинув пити й пішов працювати до госпісу — шпиталю для невиліковних пацієнтів, де він використовує свої здібності, допомагаючи старим людям легко померти, через що й отримує прізвисько Доктор Сон. Однак Дену Торренсу не доведеться скористатися віднайденим спокоєм, коли на сцені з'явиться «Правдивий Вузол» — мандрівна група енергетичних вампірів, які харчуються «сяйвом» дітей. Вампіри почали полювати на дівчинку, на ім'я Абра. Вона має набагато потужніше «сяйво», ніж те, що його мав колись Денні, але без його допомоги їй самій не захиститися від енергетичних вампірів.

## У ролях
| Актор            | Роль                |
| ---------------- | ------------------- |
| Юен Мак-Грегор   | Денні Торренс       |
| Ребекка Фергюсон | Роуз                |
| Кайлі Карран     | Абра Стоун          |
| Карл Ламблі      | Дік Геллоран        |
| Зан Маккларнон   | Crow Daddy          |
| Емілі Елін Лінд  | Змійка Енді         |
| Брюс Грінвуд     | доктор Джон Дальтон |
| Джоселін Донаг'ю | Люсі                |
| Алекс Ессо       | Венді Торренс       |
| Джейкоб Трембле  | Бредлі Тревор       |
| Закарі Момо      |                     |
| Кліфф Кертіс     | Біллі Фрімен        |